# Wiczka (stacja kolejowa)
Wiczka (ros. Вичка, krl. Vička) – stacja kolejowa w miejscowości Wiczka, w rejonie miedwieżjegorskim, w Karelii, w Rosji. Położona jest na linii Wołchow - Murmańsk.